# 대동맥
대동맥(大動脈, aorta)은 심장의 좌심실에서 시작되는 동맥의 본 줄기이다. 혈관벽은 썩 두툼하며 탄력이 강하다. 심장에서 가까운 쪽의 대동맥은 오름대동맥(ascending aorta), 대동맥활(aortic arch), 내림대동맥(descending aorta)의 세 부분으로 나눌 수 있다. 대동맥은 산소가 포함된 피를 순환계를 통해 몸의 각 부분으로 전달한다.

## 구조

### 부분, 영역
해부학적으로 대동맥은 몇 개의 부분
으로 나뉜다.
대동맥을 분류하는 한 가지 방법은 해부학적 부위를 이용하는 것이다. 내림가슴대동맥(혹은 대동맥의 가슴 영역)은 심장에서부터 횡격막까지 이어진다. 그 이후로 대동맥은 배대동맥(혹은 대동맥의 복부 영역)으로 이어진다. 이는 가로막에서 대동맥 분기까지를 의미한다.
대동맥을 분류하는 또 다른 분류방법은 혈류의 방향과 진로에 의해서이다. 이 분류 방법에서는 대동맥은 오름대동맥으로부터 시작한다. 그 후로 대동맥활이라 불리는 곳을 통해 급격히 아래쪽으로 방향을 바꾼다. 이후의 부분을 내림대동맥이라고 부른다. 내림대동맥은 두 부분으로 나뉘는데, 하나는 가슴안에 위치하는 부분을 지칭하는 가슴대동맥이고, 나머지 하나는 가로막을 관통한 후 내려가는 부분을 지칭하는 배대동맥이다. 내림대동맥은 이후 양쪽으로 갈라지는 두 개의 온엉덩동맥과 하나의 정중엉치동맥으로 갈라지면서 끝난다.

### 조직학

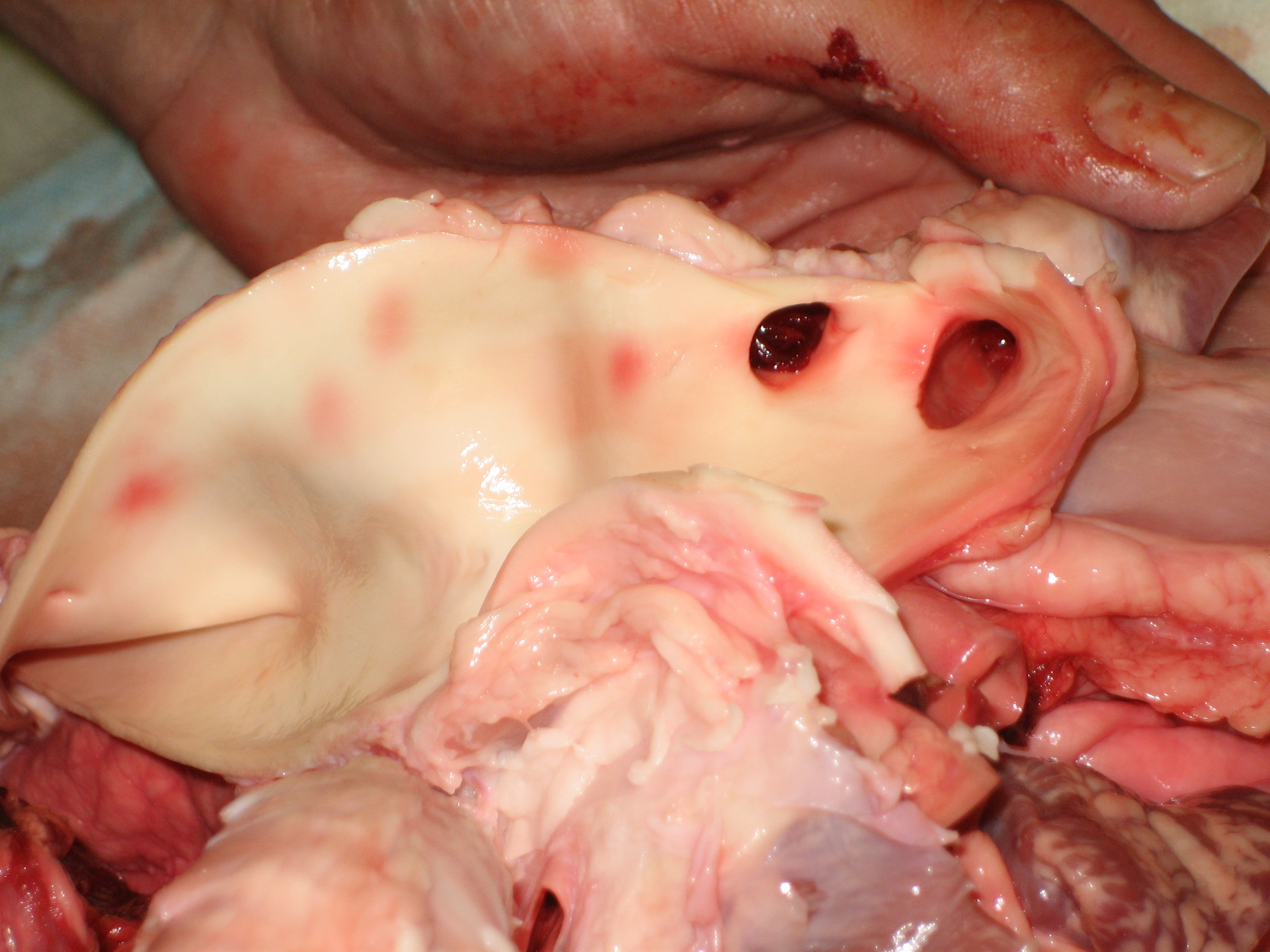
돼지의 대동맥과 이로부터 연결된 동맥들

대동맥은 탄성형 동맥이며 신축성도 있다. 대동맥은 평활근, 신경계, 맥관 세포들, 내피 세포들, 섬유아세포류의 세포들, 그리고 복잡한 세포외기질 등이 혼합된 구성물이다. 혈관의 벽은 외막, 중막, 내막으로 알려진 몇 겹의 층으로 이루어져있다. 대동맥의 두터운 두께는 그것의 외부 층을 구성하는 외막과 중막에 영양을 공급해주는 혈관의 맥관(vasa vasorum)을 필요하게 한다. 대동맥궁은 압력 수용기(baroreceptor)와 화학수용기(chemoreceptor)를 포함한다. 이들은 혈압과 혈액의 pH 그리고 이산화탄소 수치 등의 정보를 뇌의 숨뇌(연수)에게 전달해준다. 이 정보들은 뇌에 의해 처리되어, 자율신경계통으로 하여금 항상성을 유지하게 한다.

## 기능
대동맥은 모든 혈액순환계의 공급을 담당한다. 이는 폐의 호흡영역을 제외한 몸의 모든 부분이 대동맥으로부터 피를 공급받는 다는 것을 의미한다. 대략적으로 상행 대동맥의 몇몇 동맥 가지들이 심장으로 피를 공급하고, 대동맥궁으로부터 머리, 목 그리고 팔의 혈액을 공급받고, 하행 흉부 대동맥으로부터는 가슴 부분(폐의 호흡영역과 심장을 제외한)이, 복부 대동맥으로부터는 복부 부분의 혈액이 공급된다라고 이야기된다. 골반과 다리 부분은 두 개의 총장골 동맥들로부터 공급받는다.